# Осада Алеппо (1260)
Оса́да Але́ппо — успешная осада айюбидской столицы Алеппо объединёнными силами Монгольской империи, Киликийской Армении и Антиохийского княжества, длившаяся с 18 по 24 января 1260 года во время вторжения последних в Сирию.

## Предыстория
После того, как монгольский военачальник Хулагу положил конец Аббасидскому халифату, захватив в 1258 году его столицу Багдад, он направился в Сирию и захватил Харран и Эдессу. Затем он переправился через реку Евфрат, чтобы разграбить Манбидж и осадить Алеппо, столицу Айюбидов.
В это время эмир Алеппо ан-Насир Юсуф находился в Дамаске, так что фактическим правителем города стал его 80-летний отец аль-Муаззам Туран-шах ибн Салах ад-Дин. Последний послал к монголам войска, чтобы разгромить их до того, как они достигли Алеппо, но его войска отступили перед лицом превосходящих сил Хулагу.

## Ход осады
Прибыв в Алеппо, Хулагу предложил аль-Муаззаму сдать ему город без боя в обмен на выгодные условия, однако аль-Муаззам отказался, после чего 18 января 1260 года началась осада города. Монголов поддержали войска Киликийской Армении и Антиохийского княжества под командованием короля Хетума I и князя Боэмунда VI соответственно.
24 января объединённые монгольские, армянские и антиохийские войска, используя катапульты и мангонелы предприняли попытку штурма города, которая увенчалась успехом и привела к захвату всего города, за исключением городской цитадели, в которой аль-Муаззам закрепился с относительно большими оставшимися силами. Захваченная часть города сразу же была разграблена, пока через 6 дней Хулагу не приказал прекратить резню. В результате почти всё мусульманское и еврейское население города было убито, а их дома разрушены; бо́льшая часть женщин и детей была порабощена. По приказу Хетума I была сожжена Великая мечеть Алеппо. Некоторые источники утверждают, что за сожжением мечети лично наблюдал Боэмунд VI. От грабителей спаслись лишь несколько зданий и укрывшиеся в них люди, например, суфийский монастырь, синагога, яковитская церковь и некоторые постройки дворян, владельцы которых принесли присягу монголам ещё до начала осады.
Защитники цитадели продержались ещё месяц, но в конце концов аль-Муаззам понял, что не имеет никаких перспективов на освобождение, поэтому 25 (по другим сведениям — 14) февраля согласился капитулировать. Впечатлённый мужеством аль-Муаззама, учитывая его возраст, Хулагу пощадил его, и даже поручил его войскам охранную грамоту, которая позволяла им уйти без преследования. Однако аль-Муаззам скончался всего несколько дней спустя.

## Последствия
После падения города Хулагу приказал казнить нескольких армянских солдат за поджог Великой мечети. Затем он вернул Киликийской Армении замки и территории, ранее захваченные Айюбидами.
Затем объединённые монгольские, армянские и антиохийские войска во главе с Китбукой направились к Дамаску и 1 марта 1260 года взяли его без боя. Их наступление на Дамаск должно было начаться как минимум на 5 недель раньше, но защитники цитадели Алеппо своими усилиями задержали их.